# Glamorous
Glamorous är en kommande amerikansk komedi och dramaserie från 2023. Första säsongen består av tio avsnitt och hade premiär på strömningstjänsten Netflix den 22 juni 2023. Serien är skapad av Jordon Nardino och regisserad av Todd Strauss-Schulson. Serien är inspelad i Toronto.

## Handling
Serien kretsar kring den hårt arbetande influeraren Marco Mejia som får sitt drömjobb hos en makeup-mogul, Madolyn Addison. Allt blir dock inte en dans på rosor utan det blir både trassel i arbetslivet och i kärlekslivet.

## Rollista i urval
- Ben J. Pierce (även känd som Miss Benny) - Marco Mejia
- Kim Cattrall - Madolyn Addison
- Lisa Gilroy - Alyssasay
- Ayesha Harris
- Graham Parkhurst - Parker
- Jade Payton - Venetia
- Zane Phillips - Chad
- Michael Hsu Rosen